# Moto Club de São Luís
Il Moto Club de São Luís, noto anche semplicemente come Moto Club, è una società calcistica brasiliana con sede nella città di São Luís, capitale dello stato del Maranhão.

## Storia
Il club è stato fondato il 13 settembre 1937 nella città di São Luís, nello stato del Maranhão, con il nome di Ciclo Moto. Inizialmente il club partecipava solamente alle competizioni di motociclismo e ciclismo.
Nel 1938, il club ha aperto la sezione di calcio.
Nel 1973, il Moto Club de São Luís ha partecipato al Campeonato Brasileiro Série A per la prima volta, terminando al 39º posto.
Nel 1982, il club ha terminato al 28º posto nel Campeonato Brasileiro Série A, facendo la miglior prestazione di sempre in questa competizione.
Dal 1944 al 1950, il Moto Club ha vinto sette volte di fila il campionato statale.
Nel 2003, il club ha vinto la Taça Cidade de São Luís, dopo aver sconfitto in finale la Santa Inês all'Estádio Nhozinho Santos.

## Palmarès

### Competizioni statali
- Campionato Maranhense: 26

1944, 1945, 1946, 1947, 1948, 1949, 1950, 1955, 1959, 1960, 1966, 1967, 1968, 1974, 1977, 1981, 1982, 1983, 1989, 2000, 2001, 2004, 2006, 2008, 2016, 2018
- Campeonato Maranhense Segunda Divisão: 2

2010, 2013